# Lac Hecla
Lac Hecla är en sjö i Kanada.   Den ligger i regionen Nord-du-Québec och provinsen Québec, i den östra delen av landet, 800 km norr om huvudstaden Ottawa. Lac Hecla ligger 444 meter över havet. Arean är 22,0 kvadratkilometer. Den sträcker sig 15,1 kilometer i nord-sydlig riktning, och 12,5 kilometer i öst-västlig riktning.
Omgivningarna runt Lac Hecla är i huvudsak ett öppet busklandskap. Trakten runt Lac Hecla är nära nog obefolkad, med mindre än två invånare per kvadratkilometer.